# Copa Libertadores 1966
Die Copa Libertadores 1966 war die siebte Auflage des wichtigsten südamerikanischen Fußballwettbewerbs für Vereinsmannschaften und dauerte vom 5. Februar 1966 bis zum Entscheidungsspiel am 20. Mai 1966. Eine Rekordzahl von 17 Mannschaften aus 8 Ländern nahm am Wettbewerb teil, darunter der argentinische Titelverteidiger CA Independiente aus dem bonarenser Industrievorort Avellaneda.
Dies war die erste Austragung der Libertadores bei der auch die Vizemeister der Teilnehmerländer zugelassen wurden. Dies traf auf den Widerstand insbesondere der Verbände von Brasilien und Kolumbien, die dies als dem Charakter des Wettbewerbes widersprechend auffassten. Die beiden Länder verzichteten aufgrund dessen vollständig auf eine Teilnahme.
Zum dritten Mal in der Turniergeschichte wurde ein Entscheidungsspiel zur Ermittlung des Gewinners notwendig, und zum zweiten Mal fand dies im Estadio Nacional de Chile in Santiago statt, in welchem bis 1987 insgesamt sechs Mal der Sieger ausgespielt wurde.

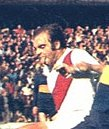
Torschützenkönig Daniel Onega

Der uruguayische Vertreter Peñarol Montevideo gewann nach 1960 und 1961 seinen dritten Titel. Die Leistungsträger der von der uruguayischen Torwartlegende, dem Fußball-Weltmeister von 1950 Roque Máspoli trainierten Mannschaft von Peñarol waren der ecuadorianische Stürmerstar Alberto Spencer – der wieder mit entscheidenden Toren im Finale zum Erfolg seiner Mannschaft beitrug –, Pedro Rocha und der in jenen Jahren zu den besten Torhütern der Welt gezählte Ladislao Mazurkiewicz. Zudem spielte bei Peñarol Pablo Forlán, der Vater des uruguayischen Stars der 2000er Jahre Diego Forlán.
Beim Finalisten River Plate zählten Torwart Amadeo Carrizo, der Uruguayer Luis Cubilla, Óscar Mas und der Stürmer Daniel Onega zu den Stars. Onega wurde mit 17 Treffern – eine Rekordmarke die seither unerreicht blieb – Torschützenkönig der Libertadores 1966. Trainer von River Plate war Renato Cesarini, der in den 1940er Jahren bei River einer der Architekten der Maquina, einer der herausragenden Vereinsformationen der Fußballgeschichte, war.

## Modus
16 Teilnehmer wurden für die erste Runde in zwei Gruppen zu sechs Mannschaften und eine Gruppe mit vier Mannschaften aufgeteilt. Dabei wurde darauf geachtet, dass die beiden Teilnehmer jedes Landes in derselben Gruppe spielten. Die beiden Ersten der Sechsergruppen sowie der Erste der Vierergruppe qualifizierten sich für die zweite Runde. Titelverteidiger Independiente hatte ein Freilos bis zur zweiten Runde.
Die zweite Runde bestand aus einer Vierergruppe und einer Gruppe mit drei Mannschaften, wobei wiederum darauf geachtet wurde, dass Vereine aus demselben Land in derselben Gruppe spielen, um sicherzustellen, dass im Finale Vereine aus verschiedenen Ländern stehen. Die beiden ersten qualifizierten sich für das Finale, das mit Hin- und Rückspiel ausgetragen wurde.
Bei Punktgleichheit spielte die Tordifferenz keine Rolle, sondern es wurde ein Entscheidungsspiel fällig.

## Teilnehmer
Der erstgenannte Verein ist jeweils der Meister von 1965, der zweitgenannte der Vizemeister. Die Heimatorte der Vereine sind in Klammern hinzugefügt wenn nicht Bestandteil des Vereinsnamens.
- Argentinien: Boca Juniors, River Plate (beide Buenos Aires) und CA Independiente (Avellaneda, Buenos Aires/Titelverteidiger)
- Bolivien: Deportivo Municipal (La Paz), Club Jorge Wilstermann (Cochabamba)
- Chile: CD Universidad Católica (Santiago), CF Universidad de Chile (Santiago)
- Ecuador: Club Sport Emelec (Guayaquil), AD Nueve de Octubre (Milagro)
- Paraguay: Club Olimpia (Asunción), Club Guaraní (Asunción)
- Peru: Alianza Lima, Universitario de Deportes (Lima)
- Uruguay: Peñarol Montevideo (Montevideo), Nacional Montevideo (Montevideo)
- Venezuela: Lara FC (Barquisimeto), Deportivo Italia (Caracas)

## Die Spiele

### 1. Runde
Freilos:  CA Independiente Avellaneda

#### Gruppe 1
| Pl. | Verein                    | Sp. | S | U | N | Tore    | Diff. | Punkte |
| --- | ------------------------- | --- | - | - | - | ------- | ----- | ------ |
| 1.  | River Plate               | 10  | 8 | 1 | 1 | 023:800 | +15   | 17:30  |
| 2.  | Boca Juniors              | 10  | 7 | 0 | 3 | 019:900 | +10   | 14:60  |
| 3.  | Universitario de Deportes | 10  | 4 | 3 | 3 | 010:130 | −3    | 11:90  |
| 4.  | Deportivo Italia          | 10  | 4 | 2 | 4 | 015:180 | −3    | 10:10  |
| 5.  | Alianza Lima              | 10  | 2 | 0 | 8 | 009:160 | −7    | 04:16  |
| 6.  | Lara FC                   | 10  | 1 | 2 | 7 | 005:170 | −12   | 04:16  |

#### Gruppe 2
| Pl. | Verein                  | Sp. | S | U | N | Tore    | Diff. | Punkte |
| --- | ----------------------- | --- | - | - | - | ------- | ----- | ------ |
| 1.  | CD Universidad Católica | 6   | 2 | 3 | 1 | 009:500 | +4    | 07:50  |
| 2.  | Club Guaraní            | 6   | 2 | 2 | 2 | 009:900 | ±0    | 06:60  |
| 2.  | Club Olimpia            | 6   | 2 | 2 | 2 | 007:100 | −3    | 06:60  |
| 4.  | CF Universidad de Chile | 6   | 1 | 3 | 2 | 006:700 | −1    | 05:70  |

##### Entscheidungsspiel um Platz 2
|              | Ergebnis |                  |
| ------------ | -------- | ---------------- |
| Club Guaraní | 2:1      | Club Olimpia 2:1 |

#### Gruppe 3
| Pl. | Verein                 | Sp. | S | U | N | Tore    | Diff. | Punkte |
| --- | ---------------------- | --- | - | - | - | ------- | ----- | ------ |
| 1.  | Peñarol Montevideo     | 10  | 8 | 0 | 2 | 020:100 | +10   | 16:40  |
| 2.  | Nacional Montevideo    | 10  | 7 | 1 | 2 | 022:100 | +12   | 15:50  |
| 3.  | Club Jorge Wilstermann | 10  | 4 | 2 | 4 | 014:140 | ±0    | 10:10  |
| 4.  | Deportivo Municipal    | 10  | 4 | 1 | 5 | 021:220 | −1    | 09:11  |
| 5.  | Club Sport Emelec      | 10  | 4 | 0 | 6 | 015:180 | −3    | 08:12  |
| 6.  | AD Nueve de Octubre    | 10  | 1 | 0 | 9 | 013:310 | −18   | 02:18  |

### 2. Runde

#### Gruppe 1
| Pl. | Verein           | Sp. | S | U | N | Tore    | Diff. | Punkte |
| --- | ---------------- | --- | - | - | - | ------- | ----- | ------ |
| 1.  | River Plate      | 6   | 3 | 2 | 1 | 013:800 | +5    | 08:40  |
| 1.  | CA Independiente | 6   | 3 | 2 | 1 | 009:600 | +3    | 08:40  |
| 3.  | Boca Juniors     | 6   | 2 | 3 | 1 | 007:600 | +1    | 07:50  |
| 4.  | Club Guaraní     | 6   | 0 | 1 | 5 | 005:140 | −9    | 01:11  |

##### Entscheidungsspiel um Platz 1
|             | Ergebnis |                  |
| ----------- | -------- | ---------------- |
| River Plate | 2:1      | CA Independiente |

#### Gruppe 2
| Pl. | Verein                  | Sp. | S | U | N | Tore    | Diff. | Punkte |
| --- | ----------------------- | --- | - | - | - | ------- | ----- | ------ |
| 1.  | Peñarol Montevideo      | 4   | 3 | 0 | 1 | 006:100 | +5    | 06:20  |
| 2.  | CD Universidad Católica | 4   | 2 | 0 | 2 | 004:500 | −1    | 04:40  |
| 2.  | Nacional Montevideo     | 4   | 1 | 0 | 3 | 003:700 | −4    | 02:60  |

### Finalspiele
Das Finalspiel in Buenos Aires leitete der uruguayische Schiedsrichter José María Codesal, Vater des naturalisierten mexikanischen Schiedsrichters Edgardo Codesal Méndez der das Finale der Fußball-Weltmeisterschaft 1990 leitete. Mit dem Argentinier Roberto Goicoechea und dem Chilenen Claudio Vicuña wurden auch die beiden anderen Finalspiele von erfahrenen WM-Schiedsrichtern geleitet.

#### Hinspiel
| Peñarol Montevideo                                | Peñarol Montevideo | River Plate | River Plate |
| ------------------------------------------------- | --- | --- | ----------- |
| Peñarol Montevideo                                | \| 12. Mai 1966 in Montevideo (Estadio Centenario) \| \| Ergebnis: 2:0 (0:0) \| \| Zuschauer: 49.000 \| \| Schiedsrichter: Roberto Goicoechea ( Argentinien) \|                                                    | \| 12. Mai 1966 in Montevideo (Estadio Centenario) \| \| Ergebnis: 2:0 (0:0) \| \| Zuschauer: 49.000 \| \| Schiedsrichter: Roberto Goicoechea ( Argentinien) \|                                                              | River Plate |
| Peñarol Montevideo                                | Ladislao Mazurkiewicz – Juan Vicente Lezcano, Nelson Díaz, Pablo Forlán, Néstor Gonçalves, Omar Caetano, Julio Abbadie, Pedro Rocha, Héctor Silva, Julio César Cortés, Juan Víctor Joya Cheftrainer: Roque Máspoli | Amadeo Carrizo – Juan Carlos Guzmán, Abel Vieitez, Carlos Sáinz, Roberto Matosas, Daniel Bayo, Luis Cubilla, Miguel Loayza (40. Ermindo Onega), Daniel Onega, Juan Carlos Sarnari, Jorge Solari Cheftrainer: Renato Cesarini | River Plate |
| Peñarol Montevideo                                | 1:0 Julio Abbadie (75.) 2:0 Juan Víctor Joya (85.) | | River Plate |
| 12. Mai 1966 in Montevideo (Estadio Centenario)   | | |             |
| Ergebnis: 2:0 (0:0)                               | | |             |
| Zuschauer: 49.000                                 | | |             |
| Schiedsrichter: Roberto Goicoechea ( Argentinien) | | |             |

#### Rückspiel
| River Plate                                       | River Plate | Peñarol Montevideo | Peñarol Montevideo |
| ------------------------------------------------- | --- | --- | ------------------ |
| River Plate                                       | \| 18. Mai 1966 in Buenos Aires (Estadio Monumental) \| \| Ergebnis: 3:2 (1:1) \| \| Zuschauer: 60.000 \| \| Schiedsrichter: José María Codesal ( Uruguay) \|                                                                    | \| 18. Mai 1966 in Buenos Aires (Estadio Monumental) \| \| Ergebnis: 3:2 (1:1) \| \| Zuschauer: 60.000 \| \| Schiedsrichter: José María Codesal ( Uruguay) \|                                                         | Peñarol Montevideo |
| River Plate                                       | Amadeo Carrizo – Juan Carlos Guzmán, Abel Vieitez, Carlos Sáinz, Juan Carlos Sarnari, Roberto Matosas, Luis Cubilla, Jorge Solari, Daniel Onega (46. Juan Carlos Lallana), Ermindo Onega, Óscar Mas Cheftrainer: Renato Cesarini | Ladislao Mazurkiewicz – Juan Vicente Lezcano, Nelson Díaz, Pablo Forlán, Néstor Gonçalves, Omar Caetano, Julio Abbadie, Pedro Rocha, Alberto Spencer, Julio César Cortés, Juan Víctor Joya Cheftrainer: Roque Máspoli | Peñarol Montevideo |
| River Plate                                       | 1:1 Daniel Onega (38.) 2:2 Juan Carlos Sarnari (52.) 3:2 Ermindo Onega (73.) | 0:1 Pedro Rocha (32.) 1:2 Alberto Spencer (50.) | Peñarol Montevideo |
| 18. Mai 1966 in Buenos Aires (Estadio Monumental) | | |                    |
| Ergebnis: 3:2 (1:1)                               | | |                    |
| Zuschauer: 60.000                                 | | |                    |
| Schiedsrichter: José María Codesal ( Uruguay)     | | |                    |

#### Entscheidungsspiel
| Peñarol Montevideo                                   | Peñarol Montevideo | River Plate | River Plate |
| ---------------------------------------------------- | --- | --- | ----------- |
| Peñarol Montevideo                                   | \| 20. Mai 1966 in Santiago de Chile (Estadio Nacional) \| \| Ergebnis: 4:2 n. V. (2:2, 0:2) \| \| Zuschauer: 39.000 \| \| Schiedsrichter: Claudio Vicuña ( Chile) \|                                                                       | \| 20. Mai 1966 in Santiago de Chile (Estadio Nacional) \| \| Ergebnis: 4:2 n. V. (2:2, 0:2) \| \| Zuschauer: 39.000 \| \| Schiedsrichter: Claudio Vicuña ( Chile) \|                                                    | River Plate |
| Peñarol Montevideo                                   | Ladislao Mazurkiewicz – Juan Vicente Lezcano, Nelson Díaz (43. Tabaré González), Pablo Forlán, Néstor Gonçalves, Omar Caetano, Julio Abbadie, Julio César Cortés, Alberto Spencer, Pedro Rocha, Juan Víctor Joya Cheftrainer: Roque Máspoli | Amadeo Carrizo – Eduardo Grispo, Abel Vieitez, Carlos Sáinz (Jorge Solari), Roberto Matosas, Juan Carlos Sarnari, Luis Cubilla, Ermindo Onega, Juan Carlos Lallana, Daniel Onega, Óscar Mas Cheftrainer: Renato Cesarini | River Plate |
| Peñarol Montevideo                                   | 1:2 Alberto Spencer (57.) 2:2 Julio Abbadie (72.) 3:2 Alberto Spencer (101.) 4:2 Pedro Rocha (109.) | 0:1 Daniel Onega (37.) 0:2 Jorge Solari (42.) | River Plate |
| 20. Mai 1966 in Santiago de Chile (Estadio Nacional) | | |             |
| Ergebnis: 4:2 n. V. (2:2, 0:2)                       | | |             |
| Zuschauer: 39.000                                    | | |             |
| Schiedsrichter: Claudio Vicuña ( Chile)              | | |             |

Peñarol qualifizierte sich durch den Gewinn der Libertadores für die Spiele um den Weltpokal gegen den Sieger im Europapokal der Landesmeister, Real Madrid. Die Uruguayer gewannen dabei im Oktober des Jahres sowohl das Spiel in Montevideo als auch das Rückspiel in Madrid mit jeweils 2:0. Alberto Spencer erzielte dabei drei der Treffer gegen die Spanier.